# Объединённый экспертный комитет ФАО/ВОЗ по пищевым добавкам

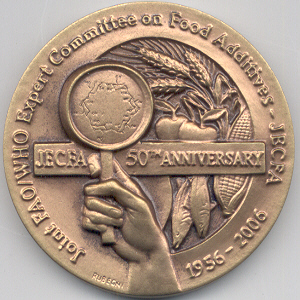
Памятный знак ФАО-2006 Объединённого комитета экспертов ФАО/ВОЗ по пищевым добавкам. Бронзовый реверс.

Объединённый экспертный комитет ФАО/ВОЗ по пищевым добавкам (англ. Joint FAO/WHO Expert Committee on Food Additives, JECFA) — международный комитет Всемирной организации здравоохранения, ответственный за безопасность пищевых добавок, контаминантов, загрязняющих веществ, природных токсикантов и остатков ветеринарных препаратов в продуктах питания. JECFA проводит исследования химических веществ и устанавливает допустимые дневные дозы, которые используются при разработке международных и региональных стандартов для пищевой продукции.
Эквивалентом JECFA является Европейское агентство по безопасности продуктов питания (EFSA) для Европейского Союза, Управление по санитарному надзору за качеством пищевых продуктов и медикаментов (FDA) для США, Министерство здравоохранения Канады для Канады, Федеральный институт оценки рисков для Германии. В России оценкой рисков для пищевых добавок занимается Минздрав России на федеральном уровне.

## История
Оценка пищевых добавок на международном уровне была начата в результате Совместной конференции ФАО/ВОЗ по пищевым добавкам, состоявшейся в Женеве, Швейцария, в 1955 году. Конференция рекомендовала Генеральным директорам ФАО и ВОЗ созвать один или несколько комитетов экспертов для рассмотрения технических и административных аспектов химических добавок и их безопасности в пищевых продуктах. С момента основания в 1955 году JECFA провела оценку более 2500 пищевых добавок, примерно 40 загрязняющих веществ и природных токсикантов, а также остатков примерно 90 ветеринарных препаратов.

## Задачи
JECFA выполняет функции независимого научного экспертного комитета, который проводит оценки рисков и предоставляет рекомендации ФАО, ВОЗ и странам-членам обеих организаций, а также Комиссии Кодекса Алиментариус. Запрос на проведение научного исследования отправляется в комитет, как правило, через комиссию Кодекс Алиментариус, которая занимается разработкой международных стандартов на пищевые продукты и инструкций, создаваемых в рамках Совместной программы ФАО/ВОЗ стандартам на пищевые продукты. Членами JECFA являются учёные со всего мира, обладающие признанным научным мастерством и компетенциями, распространяющимися по дисциплинам, входящим в компетенцию JECFA:
- Оценка рисков / оценка безопасности: пищевых добавок, вспомогательных средств, остатков ветеринарных препаратов в продуктах животного происхождения, загрязняющих веществ и природных токсинов;
- Оценка воздействия химических веществ;
- Спецификации и аналитические методы, определение предельных максимальных остатков по ветеринарным препаратам;
- Руководство по оценке безопасности химических веществ в пищевых продуктах, которое должно соответствовать современным представлениям об оценке рисков в токсикологии и других соответствующих науках.

Учёные из JECFA обычно встречаются два раза в год с отдельными повестками дня, охватывающими либо пищевые добавки, загрязнители и естественные токсиканты в пищевых продуктах, либо остатки ветеринарных препаратов в пищевых продуктах. Членский состав собраний варьируется, и в зависимости от предмета вызываются разные группы экспертов. Все страны должны иметь доступ к надёжной оценке риска химических веществ, содержащихся в пищевых продуктах с ориентиром на то, что не у всех стран есть опыт и средства для проведения отдельных оценок риска по большому количеству химических веществ. JECFA играет жизненно важную роль в предоставлении надёжного и независимого источника экспертных рекомендаций на международном уровне, тем самым способствуя установлению стандартов в глобальном масштабе для защиты здоровья всех потребителей и обеспечения добросовестной практики в торговле безопасными продуктами питания. Некоторые страны используют информацию JECFA при разработке национальных программ контроля безопасности пищевых продуктов, а Комиссия Кодекс Алиментариус разрабатывают стандарты на основе оценок JECFA.

### Результаты[1]
Ресурсы, подготовленные для заседаний JECFA, включают:
- Краткий отчёт и выводы;
- Химическая и техническая оценка;
- Полный отчёт о заседаниях JECFA, опубликованного в серии технических отчётов ВОЗ;
- Сборник спецификаций ФАО на пищевые добавки;
- Монографии по остаткам ветеринарных препаратов, опубликованные в серии монографий JECFA ФАО;
- Монографии по токсикологии, опубликованные в серии ВОЗ по пищевым добавкам.

## Отчёты
Отчёт состоит из двух частей. В первой части даётся общее обсуждение принципов, регулирующих токсикологическую оценку пищевых добавок и контаминантов, установление и пересмотр спецификаций, а также оценку потребления пищевых добавок. Во второй части представлены краткие сводки изученных токсикологических данных и факторов, учитываемых при оценке выбранных веществ и установлении допустимого суточного потребления.

### Восемнадцатый доклад
Восемнадцатый доклад был выпущен в 1974 году как Серия технических отчётов Всемирной организации здравоохранения № 557.

### Двадцать пятый доклад
Двадцать пятый доклад был выпущен в 1981 году как Серия технических отчётов Всемирной организации здравоохранения № 669.

### Сорок девятый доклад
Сорок девятый доклад был выпущен в 1999 году как Серия технических отчётов Всемирной организации здравоохранения № 884. В этом отчёте представлены оценки по одному антиоксиданту (трёт-бутилгидрохинону), двум эмульгаторам (микрокристаллическая целлюлоза и сложные эфиры сахарозы жирных кислот и сахроглицеридов), двум ферментным препаратам (альфа-ацетолактатдекарбоксилаза и мальтогеновая амилаза), одному ароматизатору (транс-анетол), одному глазировочному агенту (гидрированный поли-1-децен), один подсластитель (мальтитовый сироп) и низкокалорийный заменитель обычных жиров и масел — салатрим.

### Пятьдесят третий доклад
Пятьдесят третий доклад был выпущен в качестве серии технических отчётов Всемирной организации здравоохранения № 896 в 2000 году.

### Пятьдесят седьмой доклад
Пятьдесят седьмой доклад был выпущен в качестве серии технических отчётов Всемирной организации здравоохранения № 909 в 2002 году.

### Шестьдесят первый доклад
Шестьдесят первый доклад был выпущен в качестве серии технических отчётов Всемирной организации здравоохранения № 922 в 2004 году.

### Шестьдесят третий доклад
Шестьдесят третий доклад был выпущен в 2005 году как Серия технических отчётов Всемирной организации здравоохранения № 928. В первой части рассматриваются пищевые добавки, такие как бензоилпероксид, циклодекстрин, гексозооксидаза, лютеин, оксиэтилидендифосфоновая кислота, стевиозиды, D-тагатоза, ксиланы из Bacillus subtilis и зеаксантин. Вторая часть посвящена пересмотру спецификаций на алюминиевый порошок, оксиды железа и оксиды титана, гидроксипропилметилцеллюлозу, сульфат магния, поливиниловый спирт и уровни металлов, а также спецификации на мышьяк. В третьей части рассматриваются восемь групп ароматизаторов, таких как производные пиридина, пиррола и хинолина; алифатические и алициклические углеводороды; алифатические, линейные, ненасыщенные альдегиды, кислоты и родственные спирты, ацетали и родственные сложные эфиры; моноциклические и бициклические вторичные спирты, кетоны и родственные сложные эфиры; аминокислоты и родственные вещества; производные тетрагидрофурана и фуранона и фенилзамещенные алифатические спирты и родственные альдегиды и сложные эфиры. Четвёртая часть посвящена аспектам безопасности, связанным с глицирризиновой кислотой и её моноаммониевой солью как природным компонентом лакрицы и её использованием в качестве ароматизатора в различных пищевых продуктах.